# Marfa
Marfa is een plaats (city) in de Amerikaanse staat Texas, en valt bestuurlijk gezien onder Presidio County. De plaats is vernoemd naar Marfa Strogoff uit het boek Michael Strogoff, de koerier van de tsaar.

## Demografie
Bij de volkstelling in 2000 werd het aantal inwoners vastgesteld op 2121.
In 2006 is het aantal inwoners door het United States Census Bureau geschat op 1929, een daling van 192 (-9,1%).

## Geografie
Volgens het United States Census Bureau beslaat de plaats een oppervlakte van
4,1 km², geheel bestaande uit land. Marfa ligt op ongeveer 1428 m boven zeeniveau.

## Plaatsen in de nabije omgeving
De onderstaande figuur toont nabijgelegen plaatsen in een straal van 68 km rond Marfa.